# 邾
邾（ちゅう/ちゅ/しゅ）は、中国の諸侯・地名。地名としての邾は現在の山東省曲阜市の南東を指す。なお、曹氏の国であるが、曹とは異なる。

## 諸侯
諸侯としての邾は、周の春秋時代・戦国時代にわたって存在した国である。代々の君主の爵位は子爵であり、首府は邾・繹（現在の山東省鄒城市）。黄帝の子孫である曹挾が周の武王によって邾に封じられて成立した。

## 歴史
国家誕生後は、周囲の大国に翻弄され続ける小国家として存在したが、戦国時代の紀元前369年から紀元前340年の間に楚に併合され、国家は消滅した。また、鄒（邾）は孟子の生国であり、儒学国家としての面も持っている。

## 後裔
『三国志』に引用されている王沈の『魏書』では、前漢の曹参は邾の後裔であり、更にその子孫に曹操がいると書き記している。ただし、信憑性は低い。

## 歴代君主
1. 曹挾（周武王元年 - ?）
2. 曹非
3. 曹成
4. 曹車輔
5. 曹将新
6. 曹訾父
7. 武公（顔、夷父）（? - 前796年）
8. 曹叔術（前795年 - 前781年）
9. 曹夏父（前780年 - ?）
10. 曹釛
11. 安公（克、儀父）（? - 前678年）
12. 憲公（瑣）（前677年 - 前666年）
13. 文公（蘧蒢）（前665年 - 前615年）
14. 定公（玃且）（前614年 - 前573年）
15. 宣公（牼）（前572年 - 前556年）
16. 悼公（華）（前555年 - 前541年）
17. 荘公（穿）（前540年 - 前507年）
18. 隠公（益）（前506年 - 前487年、前473年 - 前471年）
19. 桓公（革）（前486年 - 前473年）
20. 曹何（前471年 - ?）
21. 共公（盂）
22. 考公（良）

以後不明
1. 穆公

## 参考資料
- 『元和姓纂』
- 『春秋公羊伝』
- 『春秋左氏伝』